# Hlaing Bo Bo
Hlaing Bo Bo (* 8. Juli 1996 in Mandalay) ist ein myanmarischer Fußballspieler.

## Karriere

### Verein
Hlaing Bo Bo steht seit 2014 beim Yadanarbon FC unter Vertrag. Der Verein aus Mandalay spielte in der höchsten Liga des Landes, der Myanmar National League. 2014 und 2016 feierte er mit Yadanarbon die myanmarische Meisterschaft, 2015 wurde er Vizemeister. Anfang 2021 ging er nach Thailand. Hier unterschrieb er einen Vertrag beim Sukhothai FC. Der Verein aus Sukhothai spielte in der ersten Liga, der Thai League.

### Nationalmannschaft
Hlaing Bo Bo spielte 2018 fünfmal für die myanmarische U23-Nationalmannschaft. Seit 2015 spielt er für die A-Nationalmannschaft.

## Erfolge
Yadanarbon FC
- Myanmar National League: 2014, 2016